# Patti Page
Clara Ann Fowler (Claremore, 8 de noviembre de 1927-Encinitas, 1 de enero de 2013), conocida por su nombre profesional Patti Page, fue una cantante estadounidense y una de las artistas femeninas más conocidas de la música pop tradicional. Fue la artista femenina con más ventas de la década de 1950, y vendió más de 100 millones de discos.

## Biografía
Page firmó con Mercury Records en 1947, y se convirtió en la primera artista femenina con éxito, a partir de 1948 de "Confess". En 1950, tuvo su primer millón de ventas con el sencillo "With My Eyes Wide Open, I'm Dreaming", y finalmente vendería 14 millones de sencillos entre 1950 y 1965.

### Muerte
Patti Page murió el 1 de enero de 2013, en el Seacrest Village Retirement Community de la ciudad de Encinitas (California), de acuerdo con su mánager. Ella tenía 85 años.
Page había estado sufriendo de enfermedades cardíacas y pulmonares.

## Bibliografía

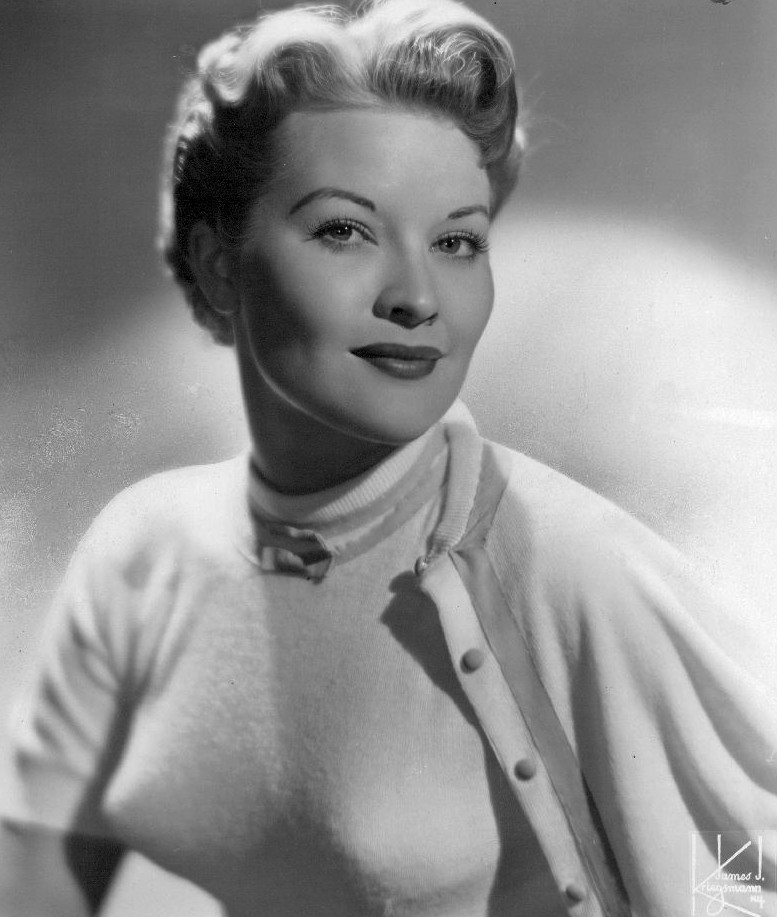
Patti Page en la década de 1950.